# Beckley (Virginie-Occidentale)
Pour les articles homonymes, voir Beckley.
La ville de Beckley est le siège du comté de Raleigh, dans l’État de Virginie-Occidentale, aux États-Unis. Sa population s’élevait à 17 614 habitants lors du recensement de 2010, estimée à 16 972 habitants en 2016. C’est la huitième ville de l’État.

## Histoire
Fondée le 4 avril 1838, la localité a été nommée en hommage au général Alfred Beckley (en), fils de John James Beckley.

## Transports
Beckley possède un aéroport (Raleigh County Memorial Airport, code AITA : BKW).

## Galerie photographique

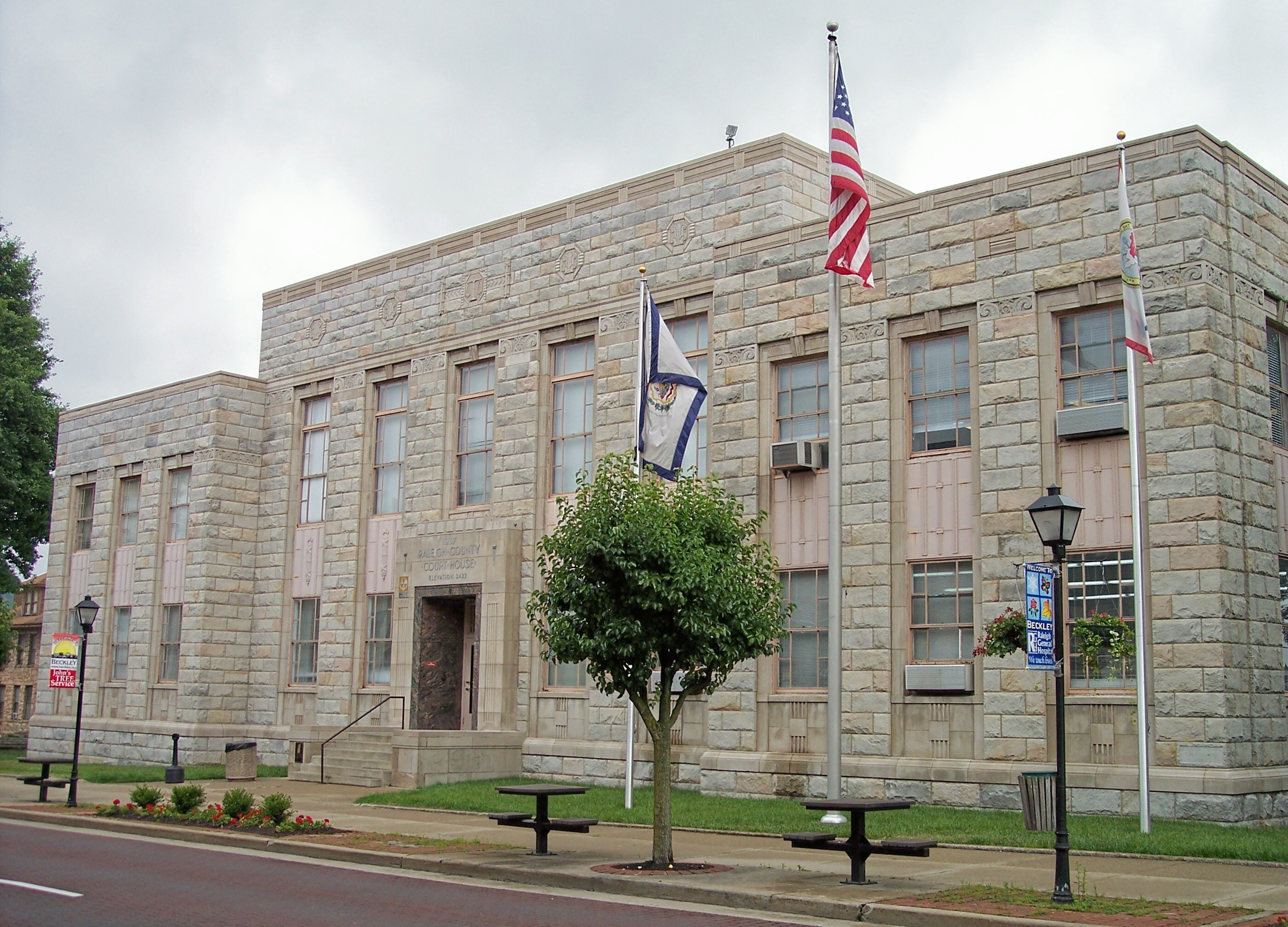
La cour de justice du comté.
Peinture à l’intérieur de la cour de justice.
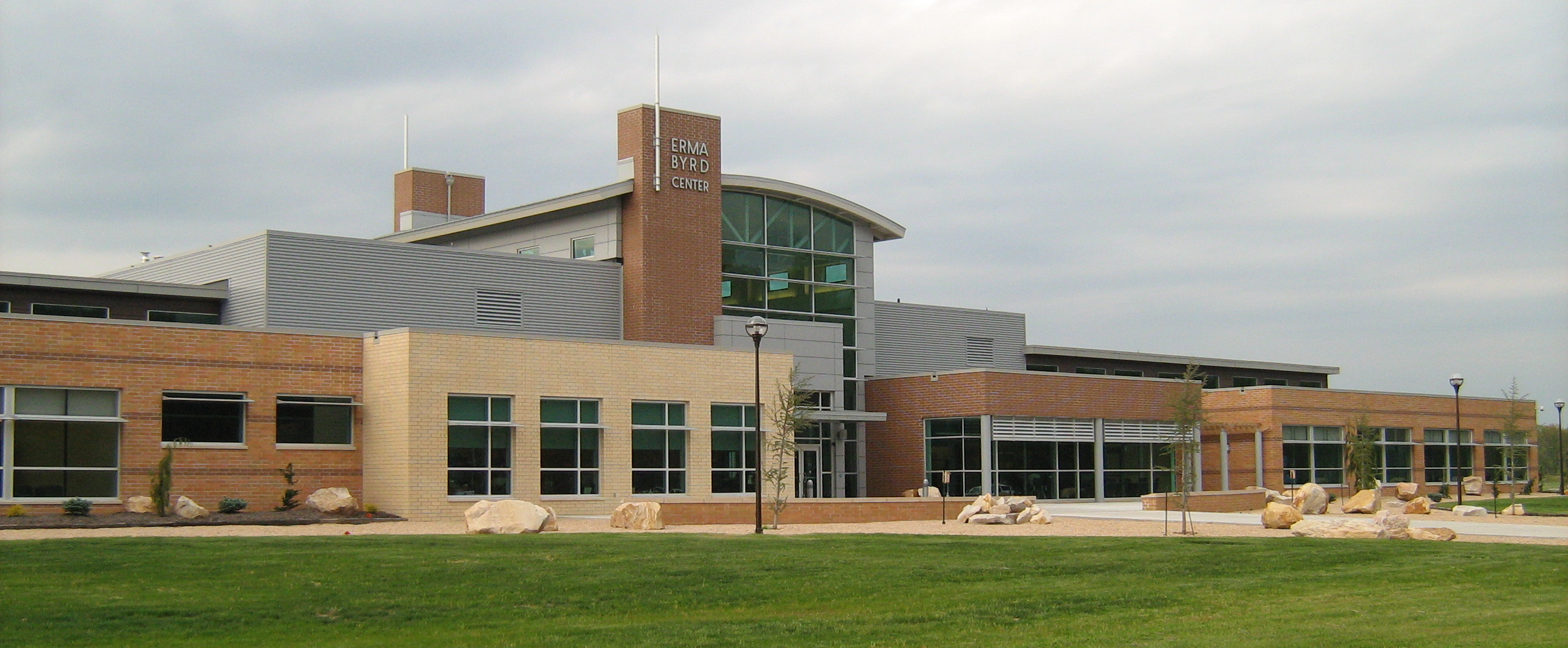
Erma Byrd Center.